# Armand François d'Allonville
Pour les articles homonymes, voir Allonville (homonymie).
Armand François d'Allonville, né au château de La Roche à Verdelot (Seine-et-Marne) le 15 décembre 1764 et mort à Metz le 20 août 1853,, était un officier royaliste français, puis auteur de mémoires historiques et lexicographe.

## Biographie
Fils aîné d'Armand Jean d'Allonville, il est major en second du régiment d'Auxerrois en 1788. Émigré en 1791, il rejoint le prince de Condé à Coblence. De retour en France en 1792, il est l'un de ceux qui s'offrent comme otages pour la libération de Louis XVI après sa fuite et son arrestation à Varennes. Il se fait connaître la même année par une brochure intitulée Lettre d'un royaliste à M. Malouet, où il prône le retour à la constitution qui, selon lui, existe en France depuis plus de 400 ans et qui, malgré toutes ses imperfections, est seule garante de la liberté et du bonheur du peuple. Émigré de nouveau en 1794, il est fait colonel dans l'armée des princes et chevalier de Saint-Louis en 1795. Il voyage ensuite en Italie, en Espagne et en Russie, où il se lie avec plusieurs personnalités marquantes de l'époque et épouse en secondes noces une arrière-petite-fille du maréchal de Münnich.
Il se fixe définitivement en France en 1828 et s'occupe de travaux historiques. À partir de 1832, il rédige les six derniers volumes des Mémoires tirés des papiers d'un homme d'État, compilation commencée par l'historien Alphonse de Beauchamp. Entre 1838 et 1845, il publie une nouvelle série de documents d'archives sous le titre Mémoires secrets, 1770-1830. Il contribue également par des articles au Dictionnaire de la conversation de William Duckett, à la Biographie universelle de Louis-Gabriel Michaud, au Livre des cent et un et au journal de l'Institut historique, dont il est l'un des membres fondateurs et l'un des vice-présidents en 1838. Frappé de cécité dans son âge mûr, il laisse à sa mort un certain nombre de manuscrits inédits, parmi lesquels des travaux sur l'histoire de la Russie et un recueil intitulé Ma Philosophie, composé de pensées et de maximes sur la religion, la morale et la politique.
Armand François d'Allonville est le frère d'Alexandre Louis d’Allonville.

## Publications
- Lettre d'un royaliste à M. Malouet, du mardi 22 mai 1792, 1792
- Mémoires tirés des papiers d'un homme d'État sur les causes secrètes qui ont déterminé la politique des cabinets dans la guerre de la Révolution, depuis 1792 jusqu'en 1815, par Alphonse de Beauchamp, continués par Armand d'Allonville, 13 vol., 1828-1838
- Mémoires secrets, de 1770 à 1830, 6 vol., 1838-1845